# Sayf ibn Umar
Sayf ibn Umar (fallecido después de 786) fue un compilador e historiador árabe del siglo VIII, cuya obra es la fuente narrativa más importante para las primeras conquistas musulmanas. Vivió en la ciudad de Kufa, en el actual Irak.
Perteneció a la primera generación de historiadores árabes, siendo esencialmente un compilador de tradiciones orales. Sayf fue responsable de la recopilación y edición de muchos de los relatos más vívidos sobre la primera expansión musulmana, que contaban entonces con poco más de un siglo de antigüedad, al tiempo que las conquistas de la península ibérica y Asia Central aún estaban llevándose a cabo.
Aunque su obra se ha perdido en su mayor parte, fue citada extensamente por escritores posteriores, de forma tal que con las limitaciones del caso es posible reconstruir y estudiar su significación historiográfica.
Historiadores y estudiosos, tanto medievales como modernos, han considerado algunos elementos de su obra como altamente tendenciosos y al servicio de agendas políticas ocultas. Incluso se sospecha que pueda haber inventado algunos de sus relatos. No obstante, las investigaciones más recientes sugieren que es más confiable que lo anteriormente supuesto.